# Тъкуила
Тъкуѝла (на английски: Tukwila) е град в окръг Кинг, щата Вашингтон, САЩ. Тъкуила е с население от 17 481 жители (04/01/06) и обща площ от 23,5 km². Намира се на 42 m надморска височина. ЗИП кодът му е 98100-98199, а телефонният му код е 206.